# Diglossa baritula
Fura-flor-de-barriga-canela (Diglossa baritula) é uma espécie de ave da família Thraupidae.
Pode ser encontrada nos seguintes países: El Salvador, Guatemala, Honduras e México.
Os seus habitats naturais são: regiões subtropicais ou tropicais húmidas de alta altitude e florestas secundárias altamente degradadas.